# Схід (фільм)
«Схід» (англ. The East) — американський трилер, драма 2013 року, режисера Зала Батманґлі. Прем'єра фільму відбулась на кінофестивалі Санденс 20 січня 2013 року.

## Сюжет
«Схід» — назва угрупування екологічних терористів, що намагаються помститися аморальним корпораціям. Представниця спецслужб Джейн Овен (Бріт Марлінг) отримує завдання проникнути в це угрупування.

## У ролях
- Бріт Марлінг — Сара Мосс/Джейн Овен
- Александр Скашгорд — Бенджі
- Еллен Пейдж — Іззі
- Тобі Кеббелл — Томас Ейрс
- Шайло Фернандес — Лука
- Джулія Ормонд — Пейдж Вільямс
- Патріша Кларксон — Шерон
- Джейсон Ріттер — Тім
- Елдіс Годж — Тумбс